# Walter Dukes
Walter F. Dukes (Rochester, Nueva York, 23 de junio de 1930-Detroit, Míchigan, 13 de marzo de 2001) fue un jugador de baloncesto estadounidense que disputó 8 temporadas de la NBA, además de otras dos con los Harlem Globetrotters. Medía 2,13 metros de estatura, y jugaba en la posición de pívot. Fue dos veces All Star.

## Trayectoria deportiva

### Universidad
Jugó durante 4 temporadas con los Pirates de la Universidad de Seton Hall. En su primer año ayudó a su equipo a llegar al NIT, en aquella época con tanto prestigio como la NCAA, pero cayeron ante La Salle y su gran estrella Tom Gola. En 1953 se tomaron la revancha ganando el NIT, siendo nombrado Dukes MVP del torneo. Ese año además batió un récord que permanece inamovible desde entonces en la NCAA, el de más rebotes en una única temporada, al capturar 734, con una media de 22,2 por partido. Esa misma temporada fue elegido en el primer equipo All-American.
En el total de su carrera universitaria promedió 19,9 puntos y 18,9 rebotes por partido.

### Profesional
Fue seleccionado, como elección territorial, en el octavo puesto del Draft de la NBA de 1953 por New York Knicks, pero sin embargo recibió una lucrativa oferta por parte del propietario del equipo-espectáculo de los Harlem Globetrotters, la cual acabó aceptando, embolsándose 25.000 dólares por las dos temporadas que jugó. En la temporada 1955-56 se incorpora a la disciplina de los Knicks, donde disputó 60 partidos, pero tras lesionarse en una rodilla, fue traspasado a Minneapolis Lakers. Allí jugó una única temporada, en la que ya figuró entre los diez máximos reboteadores de la liga, tras promediar 11,2 por partido.
En la temporada 1957-58 es traspasado a Detroit Pistons, equipo en el cual promediaría dobles figuras en puntos y rebotes durante sus cuatro primeras temporadas. En 1960 fue elegido para disputar su primer 1960, en el que anotó 4 puntos y capturó 15 rebotes, el mejor del equipo del Oeste. Al año siguiente repetiría participación en el All-Star,  tras promediar durante la temporada 11,7 puntos y 14,1 rebotes, la mejor marca de su trayectoria en este último aspecto, sexto en la liga.
Jugó dos años más con los Pistons, en las cuales su aportación fue decayendo, retirándose al finalizar la temporada 1962-63, con 32 años. En el total de su trayectoria profesional promedió 10,4 puntos y 11,3 rebotes por partido, cifra esta última que le sitúa entre los 25 mejores reboteadores de la historia de la NBA. En el aspecto negativo, lideró la liga en faltas personales en 1958 (311), y 1959 (332), siendo el jugador que más descalifiaciones sufrió entre la temporada 1958-59 y la 1961-62, lo cual todavía es un récord de la NBA. Sus 121 descalificaciones en tan solo 8 temporadas se sitúan e la segunda posición en el histórico de la liga, solo por detrás de Vern Mikkelsen, y mantiene el récord del mayor porcentaje de partidos expulsado por 6 faltas para jugadores que han disputado más de 400 partidos de liga (21,9%).

#### Estadísticas

##### Temporada regular
| Temporada | Edad | Equipo             | Liga | P   | TIT | MIN  | TC  | TCA  | %TC  | 3P | 3PA | %3P | TL  | TLA | %TL  | R.OF. | R.DEF. | REB  | ASIS | ROB | TAP | PER | FP  | PTS  |
| 1955-56   | 25   | New York Knicks    | NBA  | 60  |     | 21.5 | 2.5 | 6.2  | .403 |    |     |     | 2.8 | 3.9 | .708 |       |        | 7.4  | 0.7  |     |     |     | 3.5 | 7.8  |
| 1956-57   | 26   | Minneapolis Lakers | NBA  | 71  |     | 26.3 | 3.2 | 8.8  | .364 |    |     |     | 3.7 | 5.4 | .689 |       |        | 11.2 | 0.8  |     |     |     | 3.8 | 10.1 |
| 1957-58   | 27   | Detroit Pistons    | NBA  | 72  |     | 30.3 | 3.9 | 11.1 | .349 |    |     |     | 3.4 | 5.1 | .675 |       |        | 13.3 | 0.7  |     |     |     | 4.3 | 11.2 |
| 1958-59   | 28   | Detroit Pistons    | NBA  | 72  |     | 32.5 | 4.4 | 12.6 | .352 |    |     |     | 4.1 | 6.3 | .657 |       |        | 13.3 | 0.9  |     |     |     | 4.6 | 13.0 |
| 1959-60   | 29   | Detroit Pistons    | NBA  | 66  |     | 32.4 | 4.8 | 13.2 | .361 |    |     |     | 5.7 | 7.7 | .740 |       |        | 13.4 | 1.2  |     |     |     | 4.7 | 15.2 |
| 1960-61   | 30   | Detroit Pistons    | NBA  | 73  |     | 28.0 | 3.9 | 9.7  | .405 |    |     |     | 3.8 | 5.5 | .703 |       |        | 14.1 | 1.9  |     |     |     | 4.3 | 11.7 |
| 1961-62   | 31   | Detroit Pistons    | NBA  | 77  |     | 24.6 | 3.3 | 8.4  | .396 |    |     |     | 2.7 | 3.8 | .715 |       |        | 10.4 | 1.6  |     |     |     | 4.2 | 9.4  |
| 1962-63   | 32   | Detroit Pistons    | NBA  | 62  |     | 14.7 | 1.3 | 4.1  | .325 |    |     |     | 1.6 | 2.2 | .737 |       |        | 5.8  | 0.9  |     |     |     | 3.0 | 4.3  |
| Total     |      |                    | NBA  | 553 |     | 26.5 | 3.5 | 9.4  | .369 |    |     |     | 3.5 | 5.0 | .700 |       |        | 11.3 | 1.1  |     |     |     | 4.1 | 10.4 |

##### Playoffs
| Temporada | Edad | Equipo             | Liga | P  | MIN  | TCA | TC  | 3PA | 3P | TLA | TL  | R.OF. | REB | ASIS | ROB | TAP | PER | FP  | PTS | %TC  | %3P | %FT   | MIN  | PTS  | REB  | AST |
| 1956-57   | 26   | Minneapolis Lakers | NBA  | 5  | 177  | 24  | 57  |     |    | 20  | 27  |       | 74  | 5    |     |     |     | 26  | 68  | .421 |     | .741  | 35.4 | 13.6 | 14.8 | 1.0 |
| 1957-58   | 27   | Detroit Pistons    | NBA  | 7  | 286  | 37  | 101 |     |    | 37  | 56  |       | 97  | 4    |     |     |     | 38  | 111 | .366 |     | .661  | 40.9 | 15.9 | 13.9 | 0.6 |
| 1958-59   | 28   | Detroit Pistons    | NBA  | 3  | 113  | 15  | 30  |     |    | 13  | 17  |       | 40  | 3    |     |     |     | 15  | 43  | .500 |     | .765  | 37.7 | 14.3 | 13.3 | 1.0 |
| 1959-60   | 29   | Detroit Pistons    | NBA  | 2  | 78   | 16  | 31  |     |    | 16  | 22  |       | 33  | 2    |     |     |     | 9   | 48  | .516 |     | .727  | 39.0 | 24.0 | 16.5 | 1.0 |
| 1960-61   | 30   | Detroit Pistons    | NBA  | 5  | 152  | 20  | 53  |     |    | 10  | 18  |       | 49  | 11   |     |     |     | 25  | 50  | .377 |     | .556  | 30.4 | 10.0 | 9.8  | 2.2 |
| 1961-62   | 31   | Detroit Pistons    | NBA  | 10 | 342  | 39  | 91  |     |    | 46  | 61  |       | 138 | 24   |     |     |     | 52  | 124 | .429 |     | .754  | 34.2 | 12.4 | 13.8 | 2.4 |
| 1962-63   | 32   | Detroit Pistons    | NBA  | 3  | 8    | 0   | 0   |     |    | 3   | 3   |       | 1   | 2    |     |     |     | 3   | 3   |      |     | 1.000 | 2.7  | 1.0  | 0.3  | 0.7 |
| Total     |      |                    | NBA  | 35 | 1156 | 151 | 363 |     |    | 145 | 204 |       | 432 | 51   |     |     |     | 168 | 447 | .416 |     | .711  | 33.0 | 12.8 | 12.3 | 1.5 |

## Vida posterior
Dukes se licenció en la Escuela de Derecho de Nueva York en 1960. Amasó una fortuna tras dejar el baloncesto, incrementada por la indemnización que recibió después de un accidente automovilístico en 1971. Pero en 1975 fue condenado por un tribunal en esa misma ciudad por practicar durante 6 años la abogacía sin licencia.

### Fallecimiento
El 14 de marzo de 2001 fue encontrado muerto en su apartamento de Detroit. Según un portavoz de la policía, llevaba muerto aproximadamente un mes cuando encontraron su cuerpo. Falleció por causas naturales, a la edad de 70 años.